# Трилінійна інтерполяція
Трилінійна інтерполяція  — узагальнення лінійної інтерполяції на тривимірний простір з регулярною сіткою.

## Алгоритм
В тривимірному просторі з регулярною кубічною ґраткою з кроком 1, задано точку (x,y,z). 
Обчислимо вагові коефіцієнти пропорційно відстані до сусідньої точки по кожній з осей:
{\displaystyle x_{d}=x-\lfloor x\rfloor }
{\displaystyle y_{d}=y-\lfloor y\rfloor }
{\displaystyle z_{d}=z-\lfloor z\rfloor }

Вісім точок кубічної ґратки оточують точку С.

Трилінійна інтерполяція.

Спочатко обчислимо 4 лінійні інтерполяції вздовж осі z (на малюнку направлена вправо):
{\displaystyle f_{\lfloor x\rfloor ,\lfloor y\rfloor }=(1-z_{d})\cdot f(\lfloor x\rfloor ,\lfloor y\rfloor ,\lfloor z\rfloor )\;+\;z_{d}\cdot f(\lfloor x\rfloor ,\lfloor y\rfloor ,\lceil z\rceil )}
{\displaystyle f_{\lfloor x\rfloor ,\lceil y\rceil }=(1-z_{d})\cdot f(\lfloor x\rfloor ,\lceil y\rceil ,\lfloor z\rfloor )\;+\;z_{d}\cdot f(\lfloor x\rfloor ,\lceil y\rceil ,\lceil z\rceil )}
{\displaystyle f_{\lceil x\rceil ,\lfloor y\rfloor }=(1-z_{d})\cdot f(\lceil x\rceil ,\lfloor y\rfloor ,\lfloor z\rfloor )\;+\;z_{d}\cdot f(\lceil x\rceil ,\lfloor y\rfloor ,\lceil z\rceil )}
{\displaystyle f_{\lceil x\rceil ,\lceil y\rceil }=(1-z_{d})\cdot f(\lceil x\rceil ,\lceil y\rceil ,\lfloor z\rfloor )\;+\;z_{d}\cdot f(\lceil x\rceil ,\lceil y\rceil ,\lceil z\rceil )}
Потім обчислимо 2 лінійні інтерполяції вздовж осі y (на малюнку направлена від глядача):
{\displaystyle f_{\lfloor x\rfloor }=(1-y_{d})\cdot f_{\lfloor x\rfloor ,\lfloor y\rfloor }+y_{d}\cdot f_{\lfloor x\rfloor ,\lceil y\rceil }}
{\displaystyle f_{\lceil x\rceil }=(1-y_{d})\cdot f_{\lceil x\rceil ,\lfloor y\rfloor }+y_{d}\cdot f_{\lceil x\rceil ,\lceil y\rceil }}
Вкінці лінійно проінтерполюємо вздовж осі x (на малюнку направлена вгору):
{\displaystyle f(c)=(1-x_{d})\cdot f_{\lfloor x\rfloor }+x_{d}\cdot f_{\lceil x\rceil }.}
Результат трилінійної інтерполяції не залежить від порядку вибору осей.
{\displaystyle f(c)=INT(f(c_{0}),f(c_{1}))\quad \gets \quad {\begin{cases}f(c_{0})=INT(f(c_{00}),f(c_{10}))\\f(c_{1})=INT(f(c_{01}),f(c_{11}))\end{cases}}\quad \gets \quad {\begin{cases}f(c_{00})=INT(f(c_{000}),f(c_{100}))\\f(c_{10})=INT(f(c_{010}),f(c_{110}))\\f(c_{01})=INT(f(c_{001}),f(c_{101}))\\f(c_{11})=INT(f(c_{011}),f(c_{111}))\\\end{cases}}}